# Doux baisers
 (janvier 2017).
Si vous disposez d'ouvrages ou d'articles de référence ou si vous connaissez des sites web de qualité traitant du thème abordé ici, merci de compléter l'article en donnant les références utiles à sa vérifiabilité et en les liant à la section « Notes et références ».
Doux baisers est un cocktail à base de Liqueur de framboise, d'Izarra jaune, de Vodka et de Jus d'orange.

## Ingrédients
- 2 doses de Liqueur de framboise
- 3 doses d'Izarra jaune (liqueur du Pays basque composée de 13 plantes dont l'amande amère)
- 4 doses de Vodka
- 3 doses de Jus d'orange
- De la glace
- 1 shaker.